# Delphinium
Delphinium es un género de cerca de 450 especies de plantas anuales, bienales o perennes florales, de la familia Ranunculaceae nativas del hemisferio norte y también de la alta montaña tropical de África. Algunas especies, como también del género Aconitum, son importantes por su valor comercial como venenos animales.

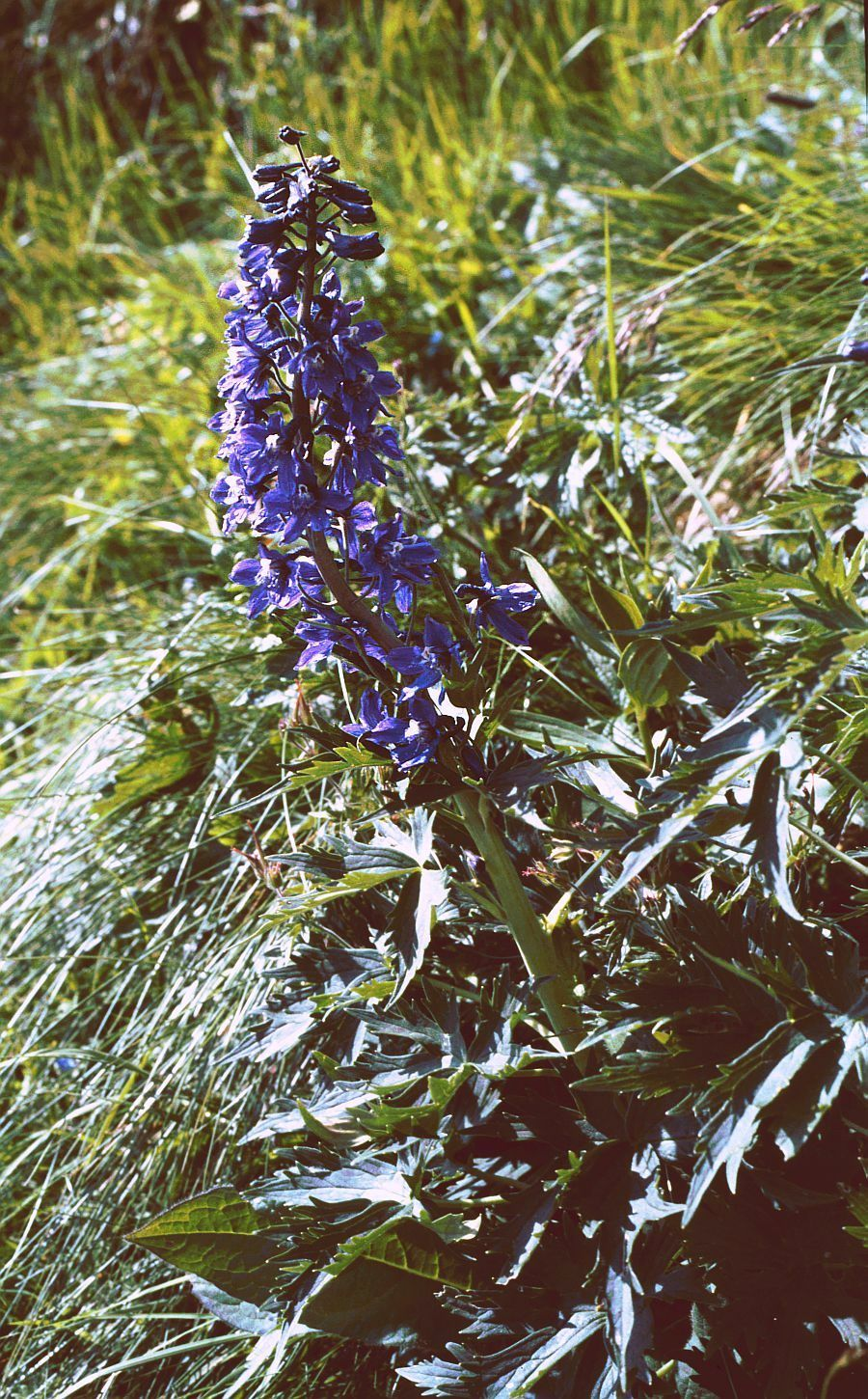
Candelilla (Delphinium elatum) en floración,
Nockberge, Kärnten, Austria.

## Taxonomía
El género fue descrito por Carlos Linneo y publicado en Species Plantarum 1: 530–531. 1753. La especie tipo es: Delphinium peregrinum L.
Etimología.
Delphinium: nombre genérico que deriva de la palabra griega delphínion ‘espuela de caballero’, en referencia a que sus hojas basales, hendidas y alargadas, tienen forma de delfín.

## Especies
Cerca de 450 especies que incluyen:

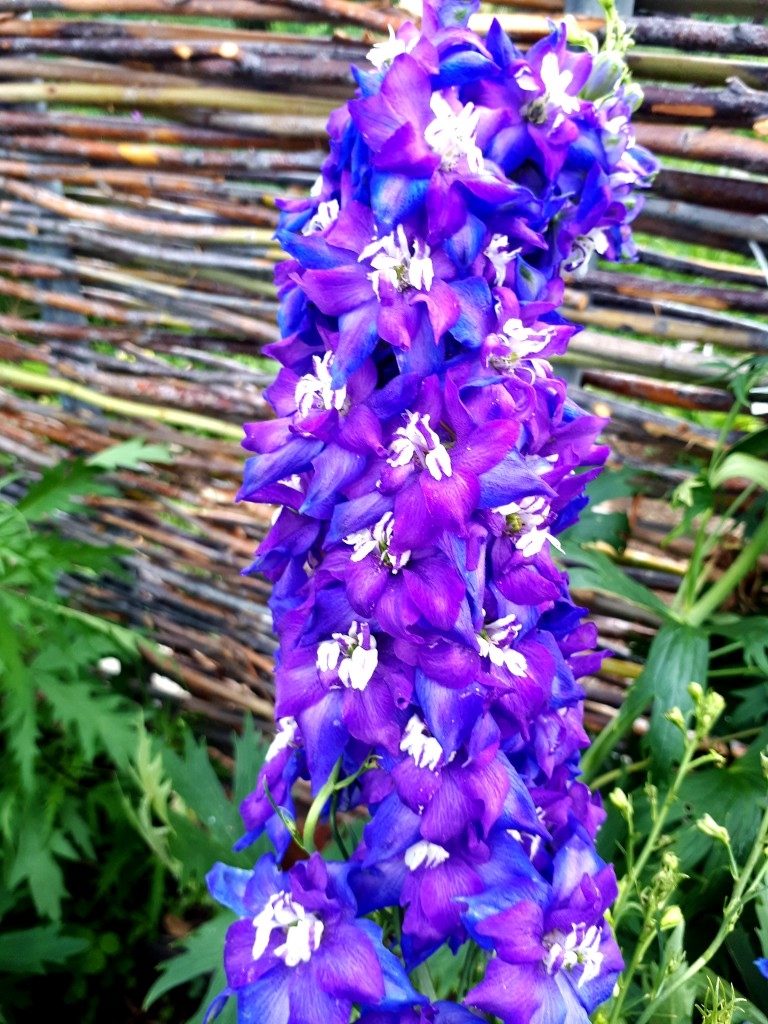
Delphinium. Siberia oriental

| - Delphinium bakeri: - Delphinium barbeyi: - Delphinium basalticum: - Delphinium bicolor: - Delphinium bolosii: - Delphinium brachycentrum: - Delphinium brunonianum - Delphinium bulleyanum - Delphinium caeruleum - Delphinium californicum: - Delphinium cardinale - Delphinium carolinianum: - Delphinium cashmerianum - Delphinium chamissonis: - Delphinium cheilanthum - Delphinium consolida - Delphinium corymbosum - Delphinium decorum: - Delphinium delavayi - Delphinium denudatum - Delphinium depauperatum: - Delphinium dictyocarpum - Delphinium distichum: - Delphinium duhmbergii - Delphinium elatum: - Delphinium emarginatum - Delphinium exaltatum: - Delphinium fissum - Delphinium formosum - Delphinium geraniifolium: | - Delphinium glaucum: - Delphinium gracile: - Delphinium gracilentum: - Delphinium grandiflorum: - Delphinium gypsophilum: - Delphinium halteratum: - Delphinium hansenii: - Delphinium hesperium: - Delphinium hutchinsoniae: - Delphinium hybridum - Delphinium inopinum: - Delphinium leroyi - Delphinium leucophaeum - Delphinium likiangense - Delphinium linarioides - Delphinium lineapetalum: - Delphinium luteum: - Delphinium maackianum - Delphinium macrocentron - Delphinium madrense: - Delphinium menziesii: - Delphinium montanum: - Delphinium multiplex: - Delphinium muscosum - Delphinium nanum - Delphinium nelsonii - Delphinium newtonianum: - Delphinium novomexicanum: - Delphinium nudicaule: - Delphinium nuttallianum: - Delphinium nuttallii: - Delphinium oxysepalum | - Delphinium polycladon: - Delphinium przewalskii - Delphinium purpusii: - Delphinium pylzowii - Delphinium ramosum: - Delphinium recurvatum: - Delphinium requienii - Delphinium robustum: - Delphinium roylei - Delphinium sapellonis: - Delphinium scaposum: - Delphinium scopulorum: - Delphinium semibarbatum - Delphinium speciosum - Delphinium stachydeum: - Delphinium staphisagria: Albarraz - Delphinium sutchuense - Delphinium sutherlandii: - Delphinium tatsienense - Delphinium treleasei: - Delphinium tricorne: - Delphinium triste: - Delphinium trolliifolium: - Delphinium uliginosum: - Delphinium umbraculorum: - Delphinium variegatum: - Delphinium verdunense - Delphinium vestitum - Delphinium villosum - Delphinium virescens - Delphinium viridescens: - Delphinium viride |